# Chemnitzer Fußballclub 2005-2006
Questa voce raccoglie le informazioni riguardanti il Chemnitzer Fußballclub nelle competizioni ufficiali della stagione 2005-2006.

## Stagione
Nella stagione 2005-2006 il Chemnitz, allenato da Dietmar Demuth e Joachim Müller, concluse il campionato di Regionalliga nord al 19º posto e fu retrocesso in Oberliga.

## Rosa
| N. |                                 | Ruolo | Calciatore        |
| -- | ------------------------------- | ----- | ----------------- |
| 1  | Germania (bandiera)             | P     | Steffen Süßner    |
| 2  | Nigeria (bandiera)              | C     | Yakubu Adamu      |
| 3  | Germania (bandiera)             | C     | Stefan Schumann   |
| 4  | Germania (bandiera)             | D     | Markus Ahlf       |
| 5  | Germania (bandiera)             | C     | Tobias Becker     |
| 6  | Germania (bandiera)             | D     | Danny Troschke    |
| 6  | Germania (bandiera)             | D     | Steffen Vogel     |
| 7  | Germania (bandiera)             | D     | Thorsten Görke    |
| 8  | Bosnia ed Erzegovina (bandiera) | C     | Semir Devoli      |
| 9  | Germania (bandiera)             | A     | Frank Mayer       |
| 10 | Macedonia del Nord (bandiera)   | C     | Borislav Tomoski  |
| 11 | Germania (bandiera)             | D     | David Sieber      |
| 11 | Finlandia (bandiera)            | A     | Tuukka Salonen    |
| 12 | Germania (bandiera)             | P     | Sebastian Klömich |
| 13 | Nigeria (bandiera)              | C     | Chibuike Okeke    |
| 14 | Germania (bandiera)             | D     | Christian Kunert  |

| N. |                      | Ruolo | Calciatore         |
| -- | -------------------- | ----- | ------------------ |
| 15 | Germania (bandiera)  | D     | Daniel Göhlert     |
| 16 | Germania (bandiera)  | D     | Sven Kutzner       |
| 16 | Germania (bandiera)  | D     | Sascha Thönelt     |
| 17 | Germania (bandiera)  | C     | Robin Lenk         |
| 19 | Germania (bandiera)  | C     | René Stark         |
| 20 | Germania (bandiera)  | P     | Ralf Sommerfeldt   |
| 21 | Germania (bandiera)  | A     | Steve Rolleder     |
| 22 | Norvegia (bandiera)  | D     | Gudbrand Ensrud    |
| 23 | Germania (bandiera)  | C     | Frank Berger       |
| 24 | Germania (bandiera)  | D     | Mike Baumann       |
| 24 | Rep. Ceca (bandiera) | C     | Jiří Homola        |
|    | Germania (bandiera)  | D     | Michael Gasser     |
|    | Germania (bandiera)  | C     | Marcus Jazwinski   |
|    | Germania (bandiera)  | C     | Kay-Uwe Jendrossek |
|    | Belgio (bandiera)    | C     | Sebastien Rassart  |
|    | Germania (bandiera)  | C     | Marco Wölfel       |

## Organigramma societario
Area tecnica
- Allenatore: Joachim Müller
- Allenatore in seconda: Torsten Bittermann
- Preparatore dei portieri:
- Preparatori atletici:
- Analisi video:

## Calciomercato

### Sessione estiva
| Acquisti | Acquisti          | Acquisti           | Acquisti |
| R.       | Nome              | da                 | Modalità |
| -------- | ----------------- | ------------------ | -------- |
| C        | Yakubu Adamu      | Germania Gladbeck  |          |
| C        | Frank Berger      | Erzgebirge Aue     |          |
| D        | Gudbrand Ensrud   | SW Bregenz         |          |
| D        | Thorsten Görke    | Carl Zeiss Jena    |          |
| C        | Jiří Homola       | Wolfsburg II       |          |
| A        | Frank Mayer       | Fortuna Düsseldorf |          |
| C        | Sebastien Rassart | Tubize-Braine      |          |
| A        | Tuukka Salonen    | Feucht             |          |
| C        | Stefan Schumann   | Hertha Berlino II  |          |
| C        | Borislav Tomoski  | Paderborn          |          |
| D        | Steffen Vogel     | Zwickau            |          |

| Cessioni | Cessioni        | Cessioni             | Cessioni |
| R.       | Nome            | a                    | Modalità |
| -------- | --------------- | -------------------- | -------- |
| A        | Sebastian Arzt  | Zwickau              |          |
| A        | Fábio Pinto     | São Caetano          |          |
| C        | Mario Fillinger | Amburgo              |          |
| C        | Nico Kanitz     | Kickers Stoccarda    |          |
| A        | Sebastian Meyer | VfB Fortuna Chemnitz |          |
| C        | Falk Schindler  | Kickers Emden        |          |

### Sessione invernale
| Acquisti | Acquisti | Acquisti | Acquisti |
| R.       | Nome     | da       | Modalità |
| -------- | -------- | -------- | -------- |

| Cessioni | Cessioni       | Cessioni        | Cessioni |
| R.       | Nome           | a               | Modalità |
| -------- | -------------- | --------------- | -------- |
| A        | Kenny Schmidt  | Werder Brema II |          |
| D        | Sascha Gillert | Plauen          |          |

## Risultati

### Regionalliga

#### Girone di andata
| Arbitro: | Meyer |

|                           |           |                          |
| Reichwein 50’ Röttger 90’ | Marcatori | 19’, 75’ Mayer 44’ Adamu |

| Arbitro: | Anklam |

|              |           |                          |
| Rolleder 14’ | Marcatori | 68’, 90’ Ede 75’ Dejagah |

| Arbitro: | Willenborg |

|                 |           |           |
| Weerman 9’, 45’ | Marcatori | 88’ Görke |

| 13 agosto 2005 4ª giornata |  | – turno di riposo |  |  |

| Arbitro: | Bippen |

|           |           |                                    |
| Mayer 80’ | Marcatori | 9’ Manai 52’ Zimmermann 64’ Hähnge |

| Arbitro: | Joerend |

|                                    |           |                      |
| Sandmann 54’ Niedrig 78’ Würll 88’ | Marcatori | 1’ Görke 59’ Schmidt |

| Arbitro: | Bornhöft |

|                            |           |           |
| Görke 54’ (rig.) Mayer 63’ | Marcatori | 72’ Menga |

| Arbitro: | Kleve |

|                |           |             |
| Iyodo 64’, 89’ | Marcatori | 73’ Göhlert |

| Arbitro: | Rafati |

|                  |           |                               |
| Görke 90’ (rig.) | Marcatori | 17’ Bilgin 75’ (aut.) Baumann |

| Arbitro: | Kinhöfer |

|              |           |             |
| Chitsulo 70’ | Marcatori | 27’ Baumann |

| Chemnitz 24 settembre 2005, ore 14:00 CEST 11ª giornata | Chemnitz       | 0 – 0 referto | St. Pauli | Stadion an der Gellertstraße (3 310 spett.)\| Arbitro: \| Schempershauwe \| |
| Arbitro:                                                | Schempershauwe |               |           |                                                                             |

| Arbitro: | Schumacher |

|                                  |           |  |
| Kučuković 46’ Fillinger 69’, 90’ | Marcatori |  |

| Arbitro: | Blos |

|           |           |  |
| Adamu 13’ | Marcatori |  |

| Arbitro: | Weiner |

|                |           |  |
| Hebestreit 23’ | Marcatori |  |

| Arbitro: | Schlutius |

|                        |           |  |
| Rolleder 44’ Mayer 90’ | Marcatori |  |

| Arbitro: | Borsch |

|                  |           |             |
| Neitzel 73’, 83’ | Marcatori | 42’ Salonen |

| Arbitro: | Frank |

|  |           |                                         |
|  | Marcatori | 21’, 34’ Podszus 45’ Feinbier 79’ Kruse |

| Oberhausen 18 novembre 2005, ore 19:30 CET 18ª giornata | RW Oberhausen | 0 – 0 referto | Chemnitz | Niederrheinstadion (2 149 spett.)\| Arbitro: \| Drees \| |
| Arbitro:                                                | Drees         |               |          |                                                          |

| Arbitro: | Otte |

|  |           |               |
|  | Marcatori | 74’ Heinzmann |

#### Girone di ritorno
| Arbitro: | Hofmann |

|                                    |           |                                          |
| Rolleder 51’ Mayer 74’ Baumann 79’ | Marcatori | 12’ Lartey 13’ (aut.) Baumann 68’ De Wit |

| Arbitro: | Willenborg |

|                                                |           |  |
| Salihović 45’ Ebert 53’ Hoeneß 54’ Dejagah 77’ | Marcatori |  |

| Arbitro: | Bartsch |

|                  |           |               |
| Görke 88’ (rig.) | Marcatori | 86’ Brinkmann |

| 21 marzo 2006 23ª giornata |  | – turno di riposo |  |  |

| Arbitro: | Lupp |

|                                      |           |           |
| Ziegner 26’ Zimmermann 68’ Hasse 76’ | Marcatori | 87’ Adamu |

| Arbitro: | Schempershauwe |

|  |           |                           |
|  | Marcatori | 3’, 66’ Würll 84’ Niedrig |

| Arbitro: | Seemann |

|                                       |           |         |
| Feldhoff 11’ (rig.) Reichenberger 76’ | Marcatori | 5’ Lenk |

| Arbitro: | Perl |

|           |           |                                  |
| Görke 81’ | Marcatori | 45’ Özkaya 70’ Koitka 90’ Toborg |

| Arbitro: | Gagelmann |

|                             |           |  |
| Younga-Mouhani 4’, 20’, 88’ | Marcatori |  |

| Arbitro: | Maier |

|  |           |                             |
|  | Marcatori | 78’, 86’ Epstein 82’ Pagano |

| Arbitro: | Perl |

|                                       |           |                               |
| Shubitidze 54’ Meggle 57’, 70’ (rig.) | Marcatori | 15’ Rolleder 71’ (rig.) Görke |

| Arbitro: | Borsch |

|                                     |           |  |
| Baumann 16’ Rolleder 46’ Berger 87’ | Marcatori |  |

| Arbitro: | Bartsch |

|                       |           |            |
| Rockenbach 48’ (rig.) | Marcatori | 1’ Salonen |

| Arbitro: | Metzen |

|  |           |                |
|  | Marcatori | 12’ Hebestreit |

| Arbitro: | Joerend |

|                                                   |           |  |
| Cannizzaro 43’, 53’ Glöden 60’, 79’ Schindler 86’ | Marcatori |  |

| Arbitro: | Willenborg |

|          |           |                                        |
| Lenk 35’ | Marcatori | 20’, 43’ Bärwolf 50’ Streit 56’ Möckel |

| Arbitro: | Otte |

|                                      |           |                                       |
| Wolf 3’, 62’ Feinbier 33’ Böcker 80’ | Marcatori | 30’ Baumann 40’ (rig.) Görke 61’ Lenk |

| Arbitro: | Schriever |

|  |           |                         |
|  | Marcatori | 67’ Gatarić 87’ Schäper |

| Arbitro: | Gorniak |

|                                          |           |          |
| Heinzmann 19’ Schaffrath 44’ Sowislo 88’ | Marcatori | 4’ Adamu |

## Statistiche

### Statistiche di squadra
| Competizione      | Punti | In casa | In casa | In casa | In casa | In casa | In casa | In trasferta | In trasferta | In trasferta | In trasferta | In trasferta | In trasferta | Totale | Totale | Totale | Totale | Totale | Totale | DR  |
| Competizione      | Punti | G       | V       | N       | P       | Gf      | Gs      | G            | V            | N            | P            | Gf           | Gs           | G      | V      | N      | P      | Gf     | Gs     | DR  |
| ----------------- | ----- | ------- | ------- | ------- | ------- | ------- | ------- | ------------ | ------------ | ------------ | ------------ | ------------ | ------------ | ------ | ------ | ------ | ------ | ------ | ------ | --- |
| Regionalliga nord | 21    | 18      | 4       | 3       | 11      | 17      | 34      | 18           | 1            | 3            | 14           | 18           | 44           | 36     | 5      | 6      | 25     | 35     | 78     | -43 |
| Totale            | 21    | 18      | 4       | 3       | 11      | 17      | 34      | 18           | 1            | 3            | 14           | 18           | 44           | 36     | 5      | 6      | 25     | 35     | 78     | -43 |

### Andamento in campionato
| Giornata  | 1 | 2  | 3  | 4  | 5  | 6  | 7  | 8  | 9  | 10 | 11 | 12 | 13 | 14 | 15 | 16 | 17 | 18 | 19 | 20 | 21 | 22 | 23 | 24 | 25 | 26 | 27 | 28 | 29 | 30 | 31 | 32 | 33 | 34 | 35 | 36 | 37 | 38 |
| --------- | - | -- | -- | -- | -- | -- | -- | -- | -- | -- | -- | -- | -- | -- | -- | -- | -- | -- | -- | -- | -- | -- | -- | -- | -- | -- | -- | -- | -- | -- | -- | -- | -- | -- | -- | -- | -- | -- |
| Luogo     | T | C  | T  |    | C  | T  | C  | T  | C  | T  | C  | T  | C  | T  | C  | T  | C  | T  | C  | C  | T  | C  |    | T  | C  | T  | C  | T  | C  | T  | C  | T  | C  | T  | C  | T  | C  | T  |
| Risultato | V | P  | P  |    | P  | P  | V  | P  | P  | N  | N  | P  | V  | P  | V  | P  | P  | N  | P  | N  | P  | N  |    | P  | P  | P  | P  | P  | P  | P  | V  | N  | P  | P  | P  | P  | P  | P  |
| Posizione | 5 | 11 | 12 | 14 | 16 | 18 | 15 | 16 | 17 | 17 | 17 | 17 | 16 | 16 | 15 | 16 | 18 | 18 | 18 | 17 | 17 | 17 | 17 | 18 | 18 | 19 | 19 | 19 | 19 | 19 | 19 | 19 | 19 | 19 | 19 | 19 | 19 | 19 |

Legenda:

Luogo: C = Casa; T = Trasferta. Risultato: V = Vittoria; N = Pareggio; P = Sconfitta.

### Statistiche dei giocatori
| Y. Adamu       | 22 | 4 | 6  | 2 |
| M. Ahlf        | 15 | 0 | 1  | 1 |
| M. Baumann     | 25 | 4 | 4  | 0 |
| T. Becker      | 28 | 0 | 3  | 3 |
| F. Berger      | 16 | 1 | 0  | 0 |
| S. Devoli      | 11 | 0 | 3  | 0 |
| G. Ensrud      | 22 | 0 | 9  | 1 |
| M. Gasser      | 1  | 0 | 1  | 0 |
| D. Göhlert     | 34 | 1 | 4  | 0 |
| T. Görke       | 31 | 8 | 13 | 1 |
| J. Homola      | 13 | 0 | 1  | 0 |
| M. Jazwinski   | 16 | 0 | 0  | 0 |
| K. Jendrossek  | 0  | 0 | 0  | 0 |
| S. Klömich     | 7  | 0 | 0  | 0 |
| C. Kunert      | 31 | 0 | 5  | 0 |
| S. Kutzner     | 0  | 0 | 0  | 0 |
| R. Lenk        | 13 | 3 | 2  | 0 |
| F. Mayer       | 28 | 6 | 6  | 0 |
| C. Okeke       | 4  | 0 | 0  | 0 |
| S. Rassart     | 0  | 0 | 0  | 0 |
| S. Rolleder    | 28 | 5 | 3  | 1 |
| T. Salonen     | 22 | 2 | 1  | 0 |
| K. Schmidt     | 15 | 1 | 2  | 0 |
| S. Schumann    | 22 | 0 | 3  | 0 |
| D. Sieber      | 3  | 0 | 0  | 0 |
| R. Sommerfeldt | 0  | 0 | 0  | 0 |
| R. Stark       | 17 | 0 | 5  | 0 |
| S. Süßner      | 29 | 0 | 5  | 0 |
| S. Thönelt     | 1  | 0 | 0  | 0 |
| B. Tomoski     | 11 | 0 | 0  | 1 |
| D. Troschke    | 0  | 0 | 0  | 0 |
| S. Vogel       | 8  | 0 | 0  | 0 |
| M. Wölfel      | 18 | 0 | 1  | 0 |